# Палм-Кост

Справа — округ Флаглер на карте Флориды, слева — город Палм-Кост на карте Флаглера

Палм-Кост (англ. Palm Coast; с англ. — «Пальмовый Берег») — город в округе Флаглер (штат Флорида, США).

## География
Город занимает северо-восточную часть округа, его площадь составляет 250,12 км², из которых 3,12 км² занимают открытые водные пространства (125-е место в списке крупнейших по площади суши городов США). С юго-запада к Палм-Кост примыкает город Баннелл, с юго-востока — Флаглер-Бич.

## Описание
С севера на юг город пересекает автомагистраль I-95, чуть к западу от Палм-Кост проходит шоссе US 1.
«Средняя высокая» (Average high) температура в городе в летние месяцы составляет 30,1—31,0°С; «средняя низкая» (Average low) в зимние месяцы — 9,6—11,7°С. Сезон дождей в городе длится с июня по сентябрь: в это время выпадает по 150—195 мм осадков в месяц, в месяце в среднем 13,2—14,8 дождливых дня.
Мэром города (по состоянию на октябрь 2023 года) является Дэвид Элфин, избранный на этот пост в июле 2021 года.

## История
В конце 1950-х годов территория, на которой вскоре появится Палм-Кост, состояла из болот и сосновых лесов, имелись лишь отдельные фермы, пляжные дома и небольшая скипидарная дистилляционная фабрика.
К 1969 году компания Levitt & Sons (ITT Corporation) построила на этом месте «плановый город»: 48 000 домов на площади 170 км². Асфальтированные улицы, центральное водоснабжение и канализация были включены в план, была разработана крупная система управления водными ресурсами, которая включает 74 км каналов с пресной водой и 37 км каналов с солёной. 29 октября 1970 года был открыт Гостевой центр, с тех пор эта дата отмечается как День города (Founder's Day).
В 1985 году в городе случился крупный пожар, тогда сгорело 250 домов. В 1998 году Пал-Кост снова пострадал от пожара, но в этот раз ущерб был не таким большим.
31 декабря 1999 года статус Палм-Кост был повышен с «статистически обособленная местность» на «город».
В августе 2023 года в городе открылась больница AdventHealth Palm Coast Parkway на 100 коек.

## Демография
Согласно переписи 2020 года в Палм-Кост проживало 89 258 человек, что почти в три раза больше, чем 20 лет назад. Согласно оценке июля 2022 года, в городе проживало 98 411 человек.
Расовый состав города (2020):
- белые: 69,64 %
- афроамериканцы: 10,36 %
- азиаты: 2,42 %
- коренные американцы: 0,25 %
- уроженцы тихоокеанских островов и Гавайев: 0,06
- прочие расы: 0,69 %
- смешанные расы: 4,32 %
- латиноамериканцы (любой расы): 12,26 %